# Central European Media Enterprises
Central European Media Enterprises (CME) este o companie din Bermude care deține în totalitate televiziunile din grupul PRO TV SRL.
Compania este listată la bursa NASDAQ din New York cu simbolul CETV, precum și la Bursa de Valori de la Praga.
Compania a fost înființată de omul de afaceri american Ronald Lauder în anul 1994.
CME operează în șase țări din Europa Centrală și de Est. Compania deține stații de televiziune în Bulgaria (bTV, bTV Cinema, bTV Comedy, bTV Action, bTV Lady și Ring.bg), Cehia (TV Nova, Nova Cinema, Nova Sport 1, Nova Sport 2, Nova Sport 3, Nova Sport 4, Nova International, Nova Action, Nova Fun, Nova Gold și Nova Lady), Croația (RTL Televizija, RTL 2, RTL Passion, RTL Living, RTL Adria, RTL Kockica și RTL Croatia World), România (Pro TV, Pro TV Internațional, Acasă TV, Pro Arena, Pro Cinema și Acasă Gold), Slovacia (TV Markíza, Markiza Doma, Markiza Dajto, Markiza Krimi, Markiza Klasik și Markíza International) și Slovenia (Pop TV, Kanal A, Brio, Kino și Oto).

## Istoric
În luna iulie 2009, Adrian Sârbu a devenit CEO al companiei, după ce în ianuarie 2009 preluase funcția de președinte al companiei, devenind astfel primul român care ocupă cea mai înaltă poziție executivă într-o companie multinațională.
Tot în iulie 2009, CME a cumpărat integral de la Adrian Sârbu divizia MediaPro Entertainment din grupul Media Pro, adică afacerile de producție TV și de cinema.
Tranzacția a fost estimată la 97,6 milioane dolari.
În ianuarie 2010, CME a încheiat un acord de vânzare a operațiunilor din Ucraina, respectiv Studio 1+1 și televiziunile Kino, către Harley Trading Limited, companie deținută de Igor Kolomoisky, pentru 300 milioane de dolari.
Tot în ianuarie 2010, CME a preluat agenția de știri Mediafax Cehia, deținută de Adrian Sârbu, pentru suma simbolică de 1 euro.
În iulie 2012, CME și-a exercitat opțiunea de vânzare, iar Time Warner și-a mărit interesul economic în CME la 49,9%. În cursul celui de-al doilea trimestru al anului 2013, Time Warner și-a menținut interesul de vot de 49,9% în timpul unei oferte publice de acțiuni CME Clasa A și a achiziționat suplimentar 200.000 de acțiuni preferențiale răscumpărabile din seria B într-un plasament privat.
În 2018, CME și-a vândut rețelele de televiziune din Croația pentru 86,4 milioane de euro.

### CME în Bulgaria
În februarie 2010, Central European Media Enterprises a cumpărat postul de televiziune bTV, liderul pieței de profil din Bulgaria, tranzacția fiind evaluată la 400 milioane dolari.
CME a achiziționat pe lângă postul de televiziune și posturile bTV Cinema și bTV Comedy, respectiv 74% din Radio Company C.J. OOD, care operează câteva posturi de radio.
Anterior, aceste posturi au fost deținute de News Corporation.

### Vânzarea CME
În octombrie 2019, AT&T au semnat un acord pentru a vinde participația WarnerMedia către PPF. Tranzacția evaluată la 2,1 miliarde de dolari este supusă aprobării acționarilor și a reglementărilor și a fost finalizată la 13 octombrie 2020.

### Achiziția RTL Televizija
Pe 14 februarie 2022, Central European Media Enterprises a cumpărat RTL Croația de la Grupul RTL pentru 50 de milioane euro. Se preconizează că tranzacția se va încheia la jumătatea anului 2022.

## Divizia New Media
Divizia de New Media a fost creată în 2010 și deține peste 60 de produse și servicii online care atrag peste 8.5 milioane de useri reali în fiecare lună.
Recent, această divizie a anunțat că va dezvolta un serviciu de video on demand pentru toate piețele unde CME activează.
Divizia administrează un conținut variat de la transmisiuni LIVE, catch-up TV, știri, microsite-uri ale diverselor producții, bloguri și site-uri de networking.
Implementat în toate cele 6 piețe CME, portofoliul acesta cuprinde:
Bulgaria:
btv.bg - știri,
Ladyzone.bg - site pentru femei,
Njoybg.com - muzică,
Zrockbg.com - muzică rock,
Jazzfmbg.com - Jazz,
Classicfmsofia.com - muzică clasică
Croația:
Novatv.hr - microsituri pentru show-uri tv, 
Dnevnik.hr - știri,
Blog.hr - bloguri,
Zadovoljna.hr - site pentru femei,
Gle.to Arhivat în 17 decembrie 2014, la Wayback Machine. - site gen Youtube,
Mojamini.hr[nefuncțională]
 conținut TV pentru copii,
Gol.hr - știri sportive,
Domatv.hr - microsit pentru show-uri tv,
Cehia:
TN.cz - știri generaliste,
TV.Nova.cz - portal principal cu micrositeuri și cinema,
Voyo.cz - Video portal, VoD, Catch up TV,
Slovacia:
TVNoviny.sk - site de știri,
Markiza.sk - Catch-up TV features,
Doma.markiza.sk - Catch-up TV features
Slovenia:
24ur.com - site de știri cu social networking,
Bibaleze.si - site pentru părinți,
Cekin.si - site financiar,
Dominvrt.si - Home, garden and lifestyle,
Frendiinflirt Dating website,
Golfportal[nefuncțională]
 - Golf,
Moskisvet.com - Men's lifestyle,
Vizita.si - Sănătate,
Zadovoljna.si - revistă pentru femei online,
popplus.si Arhivat în 8 martie 2011, la Wayback Machine. - Catch up TV,
osvajalec.si,
okusno.je
România:
StirileproTV.ro - site de știri,
ProArena.ro Arhivat în 13 septembrie 2024, la Wayback Machine. - canal TV,
Sport.ro - sport și social networking,
YODA.ro Arhivat în 21 octombrie 2012, la Wayback Machine. - IT&C, stiință și tehnologie,
ProTV.ro Pro TV și 7 microsituri și catch-up TV,
acasatv.ro Arhivat în 22 august 2024, la Wayback Machine. - patru micrositeuri, catch-up TV features,
ProTVintl.ro Arhivat în 14 septembrie 2002, la Biblioteca Congresului - Pro TV Internațional cu social networking,
ProFM.ro - Stație radio cu știri și 18 canale de muzică online,
Conquiztador.ro Arhivat în 9 mai 2011, la Wayback Machine. - Quiz game website with social networking,
Kombat.ro Arhivat în 23 ianuarie 2021, la Wayback Machine. - microsite dedicat sporturilor de lupte,
Perfecte.ro - Women's variety and trend website

## Parteneri
Pe 23 martie 2009, Time Warner a anunțat că va investi 241,5 milioane de dolari pentru 31% parte din acțiunile CME.
Doi ani mai târziu, mai exact pe 3 martie 2011, Time Warner a cumpărat alte 3.1 milioane de acțiuni din participația la CME, crescând astfel la 34,4% cu aproape 47 de procente de drepturi de vot și cu un total de 22,1 milioane acțiuni.

## Rezultate financiare
Cifra de afaceri:
- 2009: 713,9 milioane dolari[18]
- 2008: 1.019 milioane dolari[18]

Profit operațional:
- 2009: 74,9 milioane dolari[18]
- 2008: 296,8 milioane dolari[18]